# Чегем Второй
Чеге́м Второ́й (кабард.-черк. Къундэтей етӀуанэ ) — село в Чегемском районе Кабардино-Балкарской Республики.
Образует муниципальное образование сельское поселение Чегем-Второй как единственный населённый пункт в его составе.

## Географическое положение
Село расположено в центральной части республики, к северу от города Чегем, на противоположной стороне реки Чегем. Расстояние до города Нальчик — 8 км. Через село проходит федеральная автотрасса Кавказ (М29).
Площадь сельского поселения составляет — 70 км2.
Граничит с землями населённых пунктов: Чегем на юге, Лечинкай на западе, Дугулубгей на севере и Кишпек на северо-востоке.
Населённый пункт расположен в предгорной зоне республики. Рельеф представляет собой в основном предгорные наклонные равнины. Средние высоты составляют 475 метров над уровнем моря. Рельеф возвышается на северо-западе и востоке. Так к востоку от села начинает возвышаться урочище Гедуко, с высотами около 500—600 метров, на северо-западе находится горный массив Махагапс, чьи абсолютные высоты составляют около 1 000 метров над уровнем моря.
Гидрографическая сеть представлена рекой Чегем, мощным водоносным грунтом залегающих близко к земной поверхности, выходами родников, а также искусственными водоёмами.
Климат умеренный. Лето жаркое, со средними температурами июля около +28°С. Зима прохладная, средние температуры января составляют −3…-5°С, часты оттепели и в некоторых случаях даже в январе температуры поднимаются до +15°С. Среднее количество осадков в год составляет около 500 мм. Основное их количество выпадает весной. Основные ветры — восточные.

## История
На месте села, существуют постоянные поселения со времен Средневековья. Современное село основано в конце XVIII века кабардинскими князьями из рода Кундетовых. В честь которых аул первоначально назывался Къундетей (Кундетово), так как по кабардинским обычаям поселения носили фамилии своих князей и дворян.
В 1822 году на противоположный берег реки Чегем, на выделенную князьями Кундетовыми землю, переселился их поручик Мамбетов Ислам основавший новое поселение, которое также носило название Кундетово.
Как и у других кабардинские аулов, численность населения Кундетово за XIX век несколько раз стихийно сокращалось. Так в начале 1820-х годов большое количество населения аула скосила чума. В 1825 году, с падением Кабарды и её присоединением к Российской империи, многие жители аула не желая признавать над собой власть военной русской администрации, ушла в Западную Черкесию, к другим адыгам, чтобы там продолжить войну. С 1864-го по 1869 года с завершением Кавказской войны и окончательным присоединением Кавказа к Российской империи, многие жители аула в процессе обще-кавказского мухаджирства вынуждено покинули свои родные края и переселились в другие мусульманские страны.
В 1920 году с окончательным установлением советской власти в Кабарде, решением ревкома Нальчикского округа, Кундетово, как и все другие кабардинские поселения было переименовано, из-за присутствия в их названиях княжеских и дворянских фамилий. В результате село получило новое название — Чегем Второй.
Во время Великой Отечественной войны, в ноябре 1942 года село было оккупировано немецкими войсками, в середине января 1943 года село освобождено от захватчиков. В память о погибших войнах в селе установлены памятники.
Ныне обсуждаются вопросы о возможности возвращения селу, его исторического названия.

## Население
| 1979    | 2002    | 2010    | 2012    | 2013    | 2014    | 2015    |
| ------- | ------- | ------- | ------- | ------- | ------- | ------- |
| 6419    | ↗10 632 | ↗10 769 | ↗10 934 | ↗11 075 | ↗11 237 | ↗11 338 |
| 2016    | 2017    | 2018    | 2019    | 2020    | 2021    | 2023    |
| ↗11 374 | ↗11 425 | ↗11 465 | ↗11 517 | ↗11 575 | ↘10 689 | ↗10 722 |
| 2024    | 2025    |         |         |         |         |         |
| ↗10 750 | ↗10 811 |         |         |         |         |         |

Плотность — 154.44 чел./км2.
Национальный состав
По данным Всероссийской переписи населения 2010 года:
| Народ      | Численность, чел. | Доля от всего населения, % |
| ---------- | ----------------- | -------------------------- |
| кабардинцы | 9 900             | 91,9 %                     |
| балкарцы   | 483               | 4,5 %                      |
| персы      | 108               | 1,0 %                      |
| другие     | 278               | 2,6 %                      |
| всего      | 10 769            | 100 %                      |

По данным Всероссийской переписи 2021 года:
| Народ               | Численность, чел. | Доля от всего населения, % |
| ------------------- | ----------------- | -------------------------- |
| кабардинцы          | 8 928             | 83,52 %                    |
| балкарцы            | 548               | 5,12 %                     |
| черкесы             | 515               | 4,81 %                     |
| другие / не указано | 698               | 6,53 %                     |
| всего               | 10 689            | 100,0 %                    |

## Местное самоуправление
Структуру органов местного самоуправления сельского поселения составляют:
- Глава сельского поселения — Килов Артур Чамалович
- Администрация сельского поселения Чегем Второй — состоит из 9 человек.
- Совет местного самоуправления сельского поселения Чегем Второй — состоит из 12 депутатов.

## Образование
- Средняя общеобразовательная школа № 1 — ул. Ленина, 72.
- Средняя общеобразовательная школа № 2 — ул. Ленина, 155.
- Средняя общеобразовательная школа № 3 — ул. Ленина, 100.
- НШДС № 1
- НШДС № 2
- НШДС № 3
- НШДС № 4

## Здравоохранение
- Участковая больница
- Стоматологический центр

## Культура
- Дом Культуры
- Спортивно-оздоровительный комплекс

Общественно-политические организации:
- Адыгэ Хасэ
- Совет ветеранов Великой Отечественной войны
- Совет ветеранов труда

## Ислам
- Центральная мечеть им. Заудина-хаджи Дышекова
- Мечеть № 2

## Экономика
Основу экономики села составляет сельское хозяйство.
Высоко развито садоводство, в частности разведение яблоневых садов, занимающих большую часть сельскохозяйственных угодий сельского поселения.
К северу от села находится один из крупнейших тепличных комплексов на Кавказе.
В пределах сельского поселения созданы несколько искусственных водоёмов для разведения промысловых рыб.
В селе с 2002 года находится ООО «Чегемский молочный завод» — компания по производству молочных продуктов.

## Достопримечательности
| Памятники архитектуры:              |          |                 |                               |                                                                                  |
| Название                            | Название | Эпоха           | Расположение                  | Описание                                                                         |
| Комплекс надземных усыпальниц       |          | XVII-XVIII века | Лечинкай, Чегем Второй        | Комплекс кабардинских надземных усыпальниц между селами Лечинкай и Чегем Второй. |
| Усыпальница «Бекович-Черкасских»    |          | XVIII век       | В 200 метрах к западу от села | Усыпальница кабардинских князей «Бекович-Черкасских».                            |
| Мечеть имени Заудина-хаджи Дышекова |          | XX век          | центр села                    | Мечеть имени Заудина-хаджи Дышекова                                              |

| Памятники Великой Отечественной войны:        |          |                  |              |                                                                                    |
| Название                                      | Название | Год установления | Расположение | Описание                                                                           |
| Памятник воинам, павшим при освобождении села |          | 1945 год         | центр села   | Памятник советским воинам, погибшим при освобождении села Чегем Второй в 1943 году |
| Памятник в память павших воинов во время ВОВ  |          | 1954 год         | центр села   | Памятник воинам, павшим в боях за Родину, в годы Великой Отечественной войны.      |

## Улицы
Улицы

| Алакаевых   |
| Алоева      |
| Ахохова     |
| Бесланеевых |
| Боготова    |
| Выгонная    |
| Гагарина    |
| Кадыкоева   |

| Казанокова    |
| Канкошева     |
| Кишева        |
| Комсомольская |
| Красная       |
| Лашина        |
| Ленина        |
| Лоточная      |

| Ногмова     |
| Октябрьская |
| Пионерская  |
| Речная      |
| Советская   |
| Черкесская  |
| Школьная    |
| Эльбрусская |

Переулки

| Дышекова |
| Кумыкова |

| Лесной       |
| Первомайский |

| Промышленный |
| Текушева     |

Шоссе

| Баксанское |

| Кавказ (М 29) |

## Известные уроженцы
- Гонов Султан Жумальдинович (1938—2018) — физик, кандидат технических наук, доцент Кабардино-Балкарского государственного университета.
- Кишев Мухадин Исмаилович (1939) — Народный художник КБР. Член Европейской академии художеств. С 2003 года член Международной академии гармонии с присвоением звания «Доктор изобразительных искусств».